# اکوسیستم نوآوری
معرفی اکوسیستم نوآوری
از اکوسیستم نوآوری تعاریف متعدد و متفاوت از حیث چشم‌انداز، دامنه و جزئیات ارائه شده‌است. در اینجا، بخش عمده‌ای از این تعاریف ارائه می‌گردد:
- «هم‌افزایی پیچیده بین طیف متنوعی از تلاش‌های همکارانه شرکت‌های کوچک و بزرگ، دانشگاه‌ها، مؤسسات و آزمایشگاه‌های تحقیقاتی و شرکت‌های سرمایه‌گذار جسورانه است که نوآوری را به بازار می‌رساند.»[۱]

- «شبکه‌ای از بازیگران با وابستگی متقابل که منابع یا قابلیت‌های تخصصی اما مکمل را با یکدیگر ترکیب نموده‌اند تا به دو هدف زیر دست یابند:

1. خلق مشترک و ارائه ارزش پیشنهادی جامع به مشتریان نهایی
2. کسب درآمد از ارزش خلق‌شده»[۲]

- «مجموعه‌ای ناهمگون از سازمان‌ها که توانمندی‌شان با یکدیگر تکامل یافته و به خلق مشترک ارزش می‌پردازند.»[۳]

اکوسیستم نوآوری طبق نظر هوانگ و هورویتز سه فاز دارد:
1. بذرپاشی و آماده‌سازی محیط عمومی برای بازیگران و ایجاد زیرساخت‌ها
2. حمایت از رشد محیط و فضای نوآورانه
3. پرورش و حفظ شرایط مناسب و عملیات مستمر تا تولید محصول نهایی

در طراحی اکوسیستم نوآوری باید ساختاری طراحی شود تا بازیگران، نقش‌ها و ارتباطات، مدل‌های کسب‌وکار و عملیات، قوانین و آیین‌نامه‌ها، مدل‌های حکمرانی و حاکمیتی، پیشران‌ها و فرایندهای جذب و نگهداشت بازیگران تعیین شود.

## نقش‌ها
یک اکوسیستم به نقش‌های مختلفی نیاز دارد که در ادامه تشریح می‌شود:

### دسته اول: سکاندار یا میاندار (Orchestrator)
این نقش به دلایل زیر اهمیت دارد:
1. از آنجا که سازمان‌های حمایتی موجود هماهنگی لازم را ندارند و دوباره‌کاری می‌کنند.
2. کارها باید تخصصی شود و به نحو احسن بین افراد تقسیم شده باشد
3. کارها باید کاملاً هماهنگ انجام شود

وظیفه سکاندار یا میاندار موارد زیر است:
- طراحی پلتفرم برای اکوسیستم نوآوری
- ایجاد شرایط مناسب برای بازیگران با تشریح جایگاه آنها و تعیین فرایند ارتباطی
- هماهنگی بین بازیگران

### دسته دوم:شتاب‌دهنده استارت‌آپ

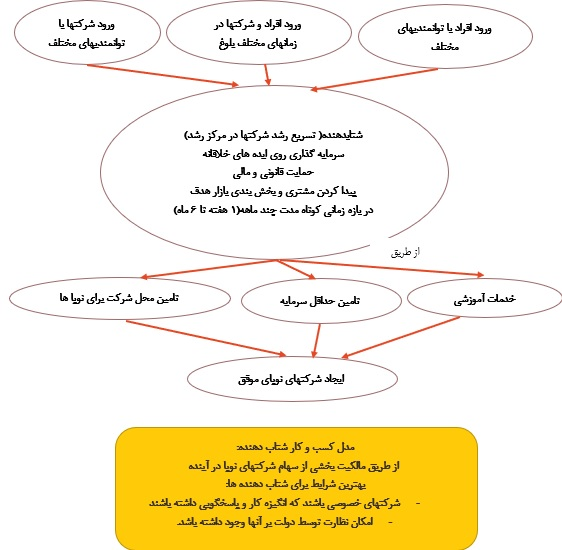
شتابدهنده

وظایف این گروه در شکل زیر نشان داده شده‌است:

### دسته سوم: زیرساخت انسانی یا فیزیکی
دانشگاه‌ها یا مراکز پژوهشی این نقش را بر عهده دارند.

### دسته چهارم: سرمایه‌گذاران خطرپذیر و فرشتگان کسب‌وکار
از آنجا که همیشه تحقیقات موفق نیستند و ممکن است به نتیجه مناسبی منجر نشوند، سرمایه‌گذاری در آن ممکن است با خطر شکست و ضرر مواجه شود؛ لذا سرمایه‌گذاری روی کار پژوهشی برای اولین بار توسط سرمایه‌گذاران خطر پذیر صورت می‌گیرد یعنی کسانی که ریسک شکست را پذیرفته باشند. این سرمایه‌گذاران حدود ۶ تا ۱۰ سال روی شرکت‌های نوپا سرمایه‌گذاری می‌کنند و تحمل شکست و عدم موفقیت را دارند.
مثلاً صندوق نوآوری و شکوفایی در ایران نمونه‌ای از این سرمایه‌گذاری خطرپذیر است.
دسته چهارم کاربران پیشرو و رهبران نوآوری هستند. این افراد بسیار تنوع‌طلب بوده و تمایل شدیدی به نوآوری دارند.

## شباهت‌ها و تفاوت‌های مفهوم اکوسیستم نوآوری با سایر مفاهیم مشابه
با توجه به تعاریف و توضیحات ارایه شده از مفهوم اکوسیستم نوآوری و روند اشتقاق آن از مفاهیم پیشین همچون اکوسیستم کسب‌وکار، این سؤال پیش می‌آید که تفاوت بین این مفهوم با اصطلاحات مختلف و سایر مفاهیم نزدیک از جمله زنجیره تأمین، زنجیره ارزش، خوشه‌ها، شبکه ارزش چیست.

## تفاوت مفهوم اکوسیستم نوآوری با مفهوم اکوسیستم کسب‌وکار
تفاوت بین اکوسیستم کسب‌وکار و اکوسیستم نوآوری عبارت است از: اهمیت کسب ارزش در اکوسیستم کسب‌وکار در مقابل اهمیت خلق ارزش در اکوسیستم نوآوری.
تعریف این دو واژه را می‌توان در مقاله ریتالا و همکاران (۲۰۱۳) یافت: «خلق ارزش عبارت است از: فرایندها و فعالیت‌های مشارکتی برای خلق ارزش برای مشتریان و سایر سهامداران، در حالی که کسب ارزش، اشاره به کسب سود واقعی در سطح شرکت دارد، به این ترتیب که، چگونه شرکت‌ها در نهایت تلاش می‌کنند تا مزایای رقابتی و سود خود را به دست آورند.»
اکوسیستم نوآوری، تمرکز بر ایجاد دانش جدید است، در حالی که اکوسیستم کسب‌وکار در محیط کسب‌وکار فعلی و با استفاده از منابع موجود شکل می‌گیرد.

## تفاوت‌های مفهوم اکوسیستم نوآوری با مفاهیم خوشه و شبکه ارزش
ددهیر و همکاران (۲۰۱۶)، در مقاله خود به تفاوت مفهوم اکوسیستم نوآوری با دو مفهوم خوشه و شبکه ارزش پرداخته‌است.
خوشه‌ها، به‌عنوان یک چارچوب مفهومی، امکان مطالعه رقابت و عملکرد اقتصادی منطقه‌ای را فراهم می‌کنند. در خوشه‌ها، در یک منطقه بودن کسب‌وکارها، موجب افزایش بهره‌وری، تحریک نوآوری و تشکیل کسب‌وکارهای جدید می‌شود. تمرکز منطقه‌ای خوشه آن را از اکوسیستم نوآوری متمایز می‌کند، که مرز آن با یک موقعیت جغرافیایی خاص مشخص نشده‌است، بلکه به وسیله یک «قابلیت جمعی» محدود شده‌است.
شبکه ارزش، یک شبکه متصل به یکدیگر و پیچیده از ارتباطات مستقیم و غیرمستقیم بین گروهی از بازیگران را به تصویر می‌کشد، که برای مشتریان از طریق محصولات و خدماتی که تولید می‌کنند، ایجاد ارزش می‌کنند.
شبکه ارزش را می‌توان به‌عنوان یک سیستم تودرتو و سلسله مراتبی از تولیدکنندگان و بازار دانست. به این ترتیب، چارچوب شبکه ارزش، اجازه مطالعه ساختارهای ارتباطی را می‌دهد، اما در مورد پویایی این ارتباطات نسبتاً منفعل است. اما اکوسیستم‌های نوآوری، با تمرکز بر فرایندهای همکاری و تکاملی که در سازمان‌های مختلف رخ می‌دهد، با شبکه‌های ارزش متفاوت هستند.